# 備えあれば憂いなし
備えあれば憂いなし（そなえあればうれいなし）は、古代中国からのことわざ。

## 概要
日頃からいざというときのための準備を怠っていなければ、万が一の事態が起こったとしても少しも心配することはないということを意味する。

### 歴史
この言葉は『書経』で述べられていた事柄であった。この作中には殷の王に対して補佐役が王としての心がけを説いていたものがあり、その中に備えあれば憂いなしというものがあった。
『春秋左氏伝』にこの言葉の元となった話が出てくる。それによると春秋時代の中国では、晋や宋や斉などの12国の連合軍が鄭へ攻め入ろうとしたことがあったのだが、そのときに鄭は急遽和睦を願い出た。晋はこれを受け入れて、他の国も進軍を取りやめた。それから鄭は晋に礼として貢物を送れば、晋の王はこれを家臣と山分けしようとした。この時に家臣であった魏縫はこれを固辞し、今の晋は順調な時であるからこそ常に将来の危険を考えるべき。警戒心があるからこそ準備をすることができると、備えあれば憂いなしというようなことを述べた。